# George Hamerpagt
George Hamerpagt (Hillegersberg, 22 september 1899 – Arnhem, 29 september 1965), in vakliteratuur doorgaans G. Hamerpagt genoemd (en ook wel onjuist S. Hamerpagt), was een Nederlandse architect.

## Leven en werk
Hamerpagt, die was gespecialiseerd in utiliteitsbouw, was hoofd van de Bouwkundige Dienst van de KEMA in Arnhem. In die hoedanigheid was hij betrokken bij de totstandkoming van de in 1938 geopende nieuwbouw van dit keuringsinstituut aan de Utrechtseweg, die werd ontworpen door de architecten H. Fels (1882–1962) en R.L.A. Schoemaker (1886–1942). Na de Tweede Wereldoorlog ontwierp Hamerpagt de meeste uitbreidingen van dit complex, steeds in een sobere baksteenarchitectuur die aansloot bij de al gerealiseerde gebouwen. Hij werkte daarbij soms samen met zijn collega J. de Gruyter (1900–1979).
Ook elders in Nederland was Hamerpagt actief als architect. Twee door hem ontworpen schakelstations in Dordrecht en Groningen zijn aangewezen als gemeentelijk monument.

## Werken (selectie)

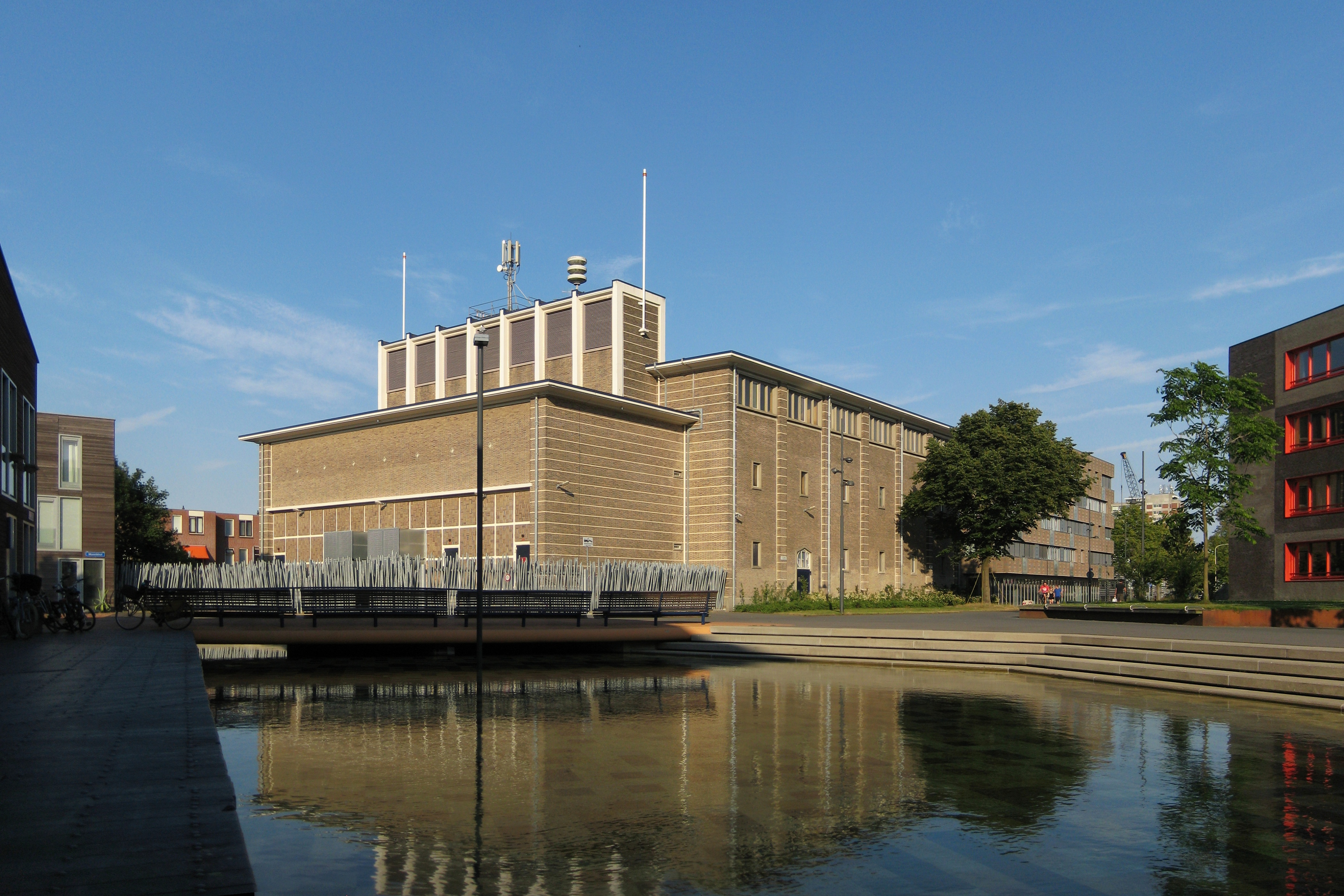
Het door Hamerpagt ontworpen schakelstation aan de Bloemsingel in Groningen in 2013. Het pand is een gemeentelijk monument.

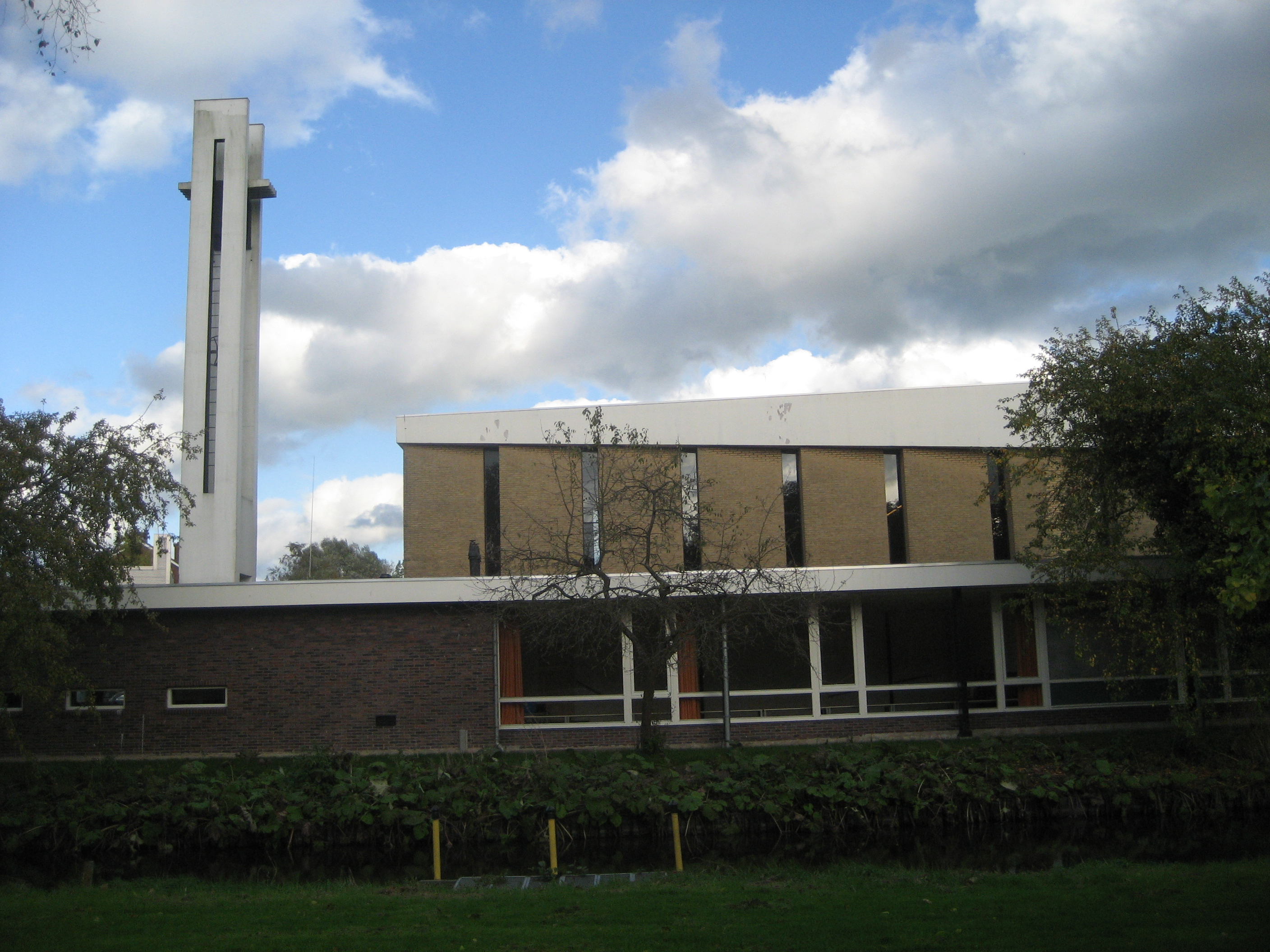
Vredeskerk (Leiden), zijaanzicht (2013)

- 1928: Verbouwing café-restaurant  't Buitenhof, Den Haag (als opzichter voor A.H. van Rood)[1]
- 1935: Immanuelkerk, Rozenburg (Z-H) (met A. Mijs)[2]
- 1938: KEMA-complex, Arnhem (met H. Fels en R.L.A. Schoemaker)[3]
- 1942: Schakelstation aan de Noordendijk, Dordrecht[4]
- 1948: Natuurkundig en Scheikundig Laboratorium, KEMA-complex, Arnhem[3]
- 1948–'50: Nederlands Instituut voor Zuivelonderzoek (NIZO), Ede[5]
- 1952: Commandogebouw II, KEMA-complex, Arnhem[3]
- 1952: Kantine voor Medewerkers van de Werkplaats, KEMA-complex, Arnhem[3]
- 1954: Woningen aan het Keizer Karelplein, Nijmegen[6]
- 1955: Bijkantoor van de ANWB, Arnhem[7]
- 1955–'57: Kernreactor Laboratorium, KEMA-complex, Arnhem[3]
- ca. 1955–'59: Schakelstation aan de Bloemsingel, Groningen[8]
- 1956: Fabrikantengebouw II, KEMA-complex, Arnhem[3]
- 1957: Uitbreiding Voorlichtingsgebouw, KEMA-complex, Arnhem[3]
- 1961: Algemeen Laboratorium II, KEMA-complex, Arnhem[3]
- 1963–'65: Vredeskerk, Leiden (met J. de Gruyter)[9]